# Ruffinihaus
 (août 2020).
Pour les articles homonymes, voir Ruffini.

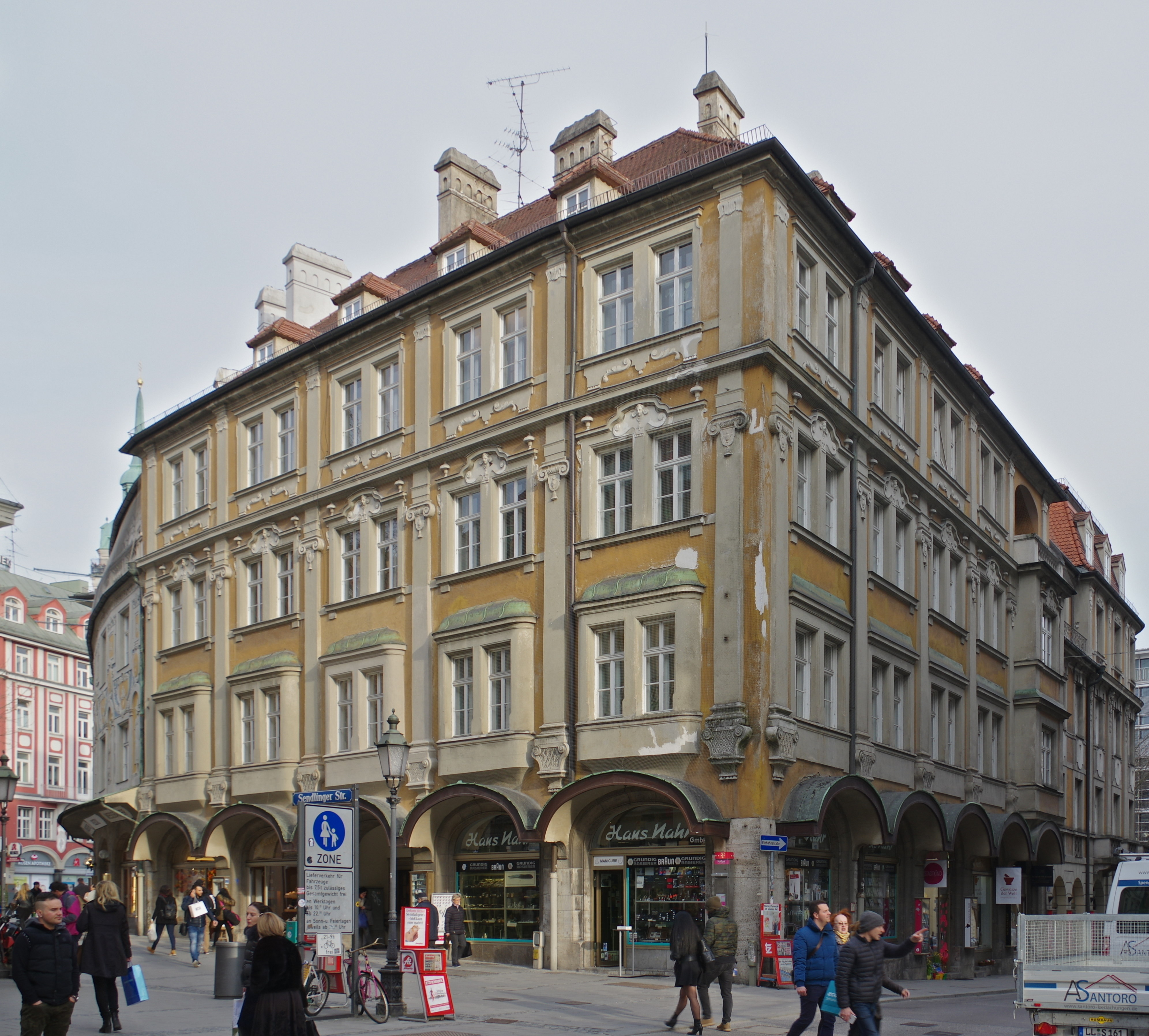
Ruffinihaus: coin ouest sur Sendlinger et Pettenbeckstraße

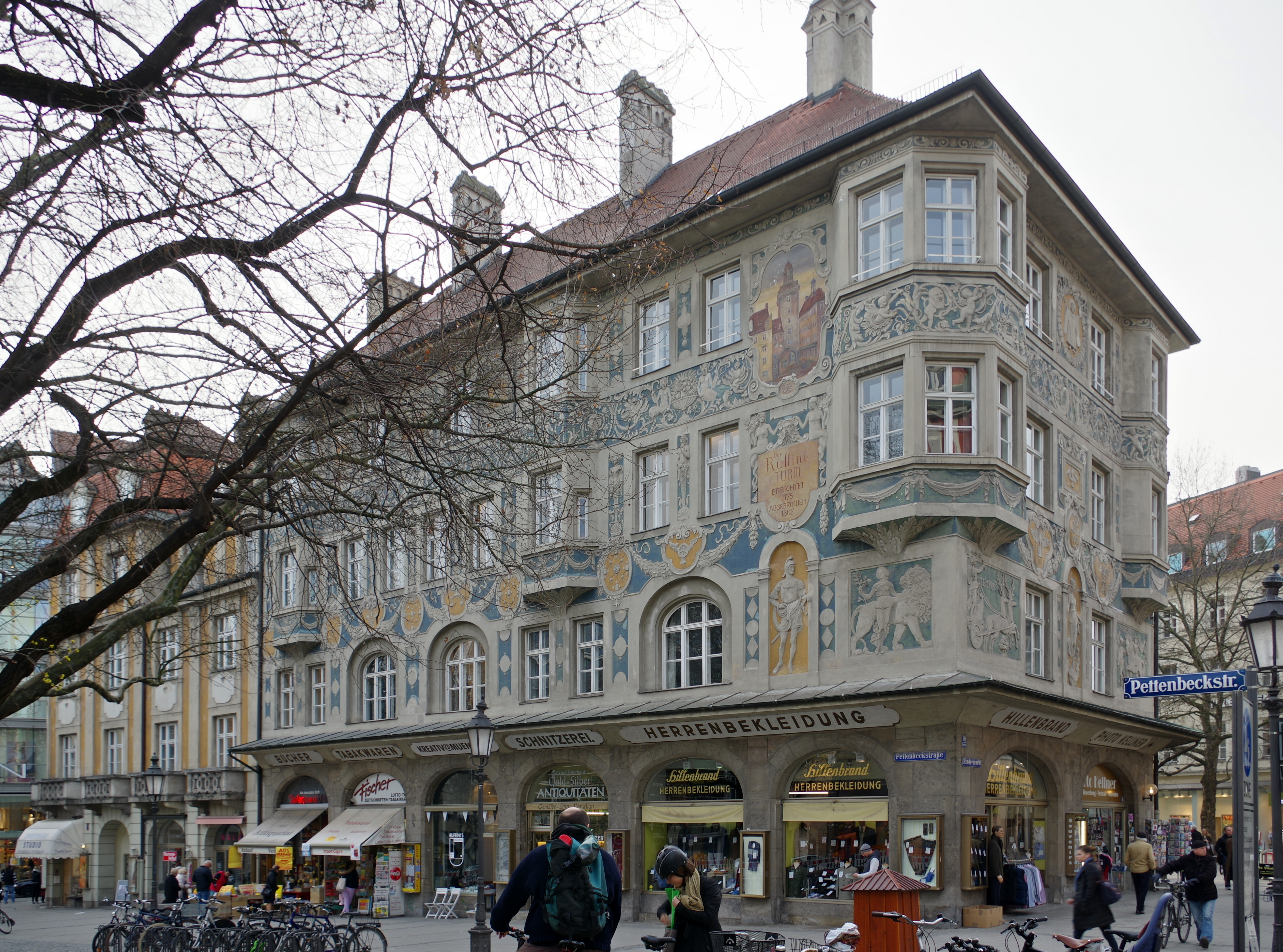
Coin est sur le Rindermarkt avec la fresque de la tour Ruffini

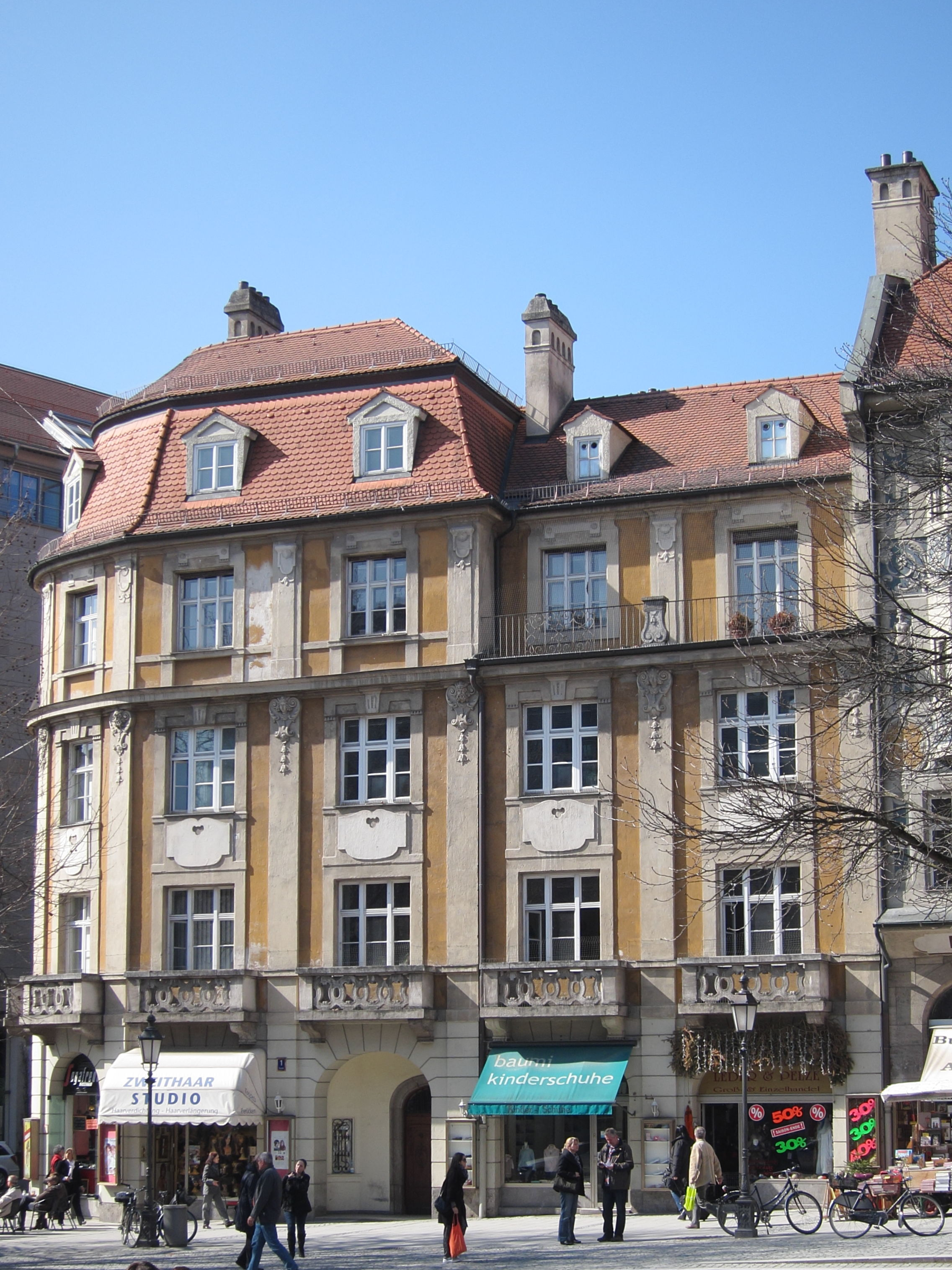
Le coin sud-est du Rindermarkt

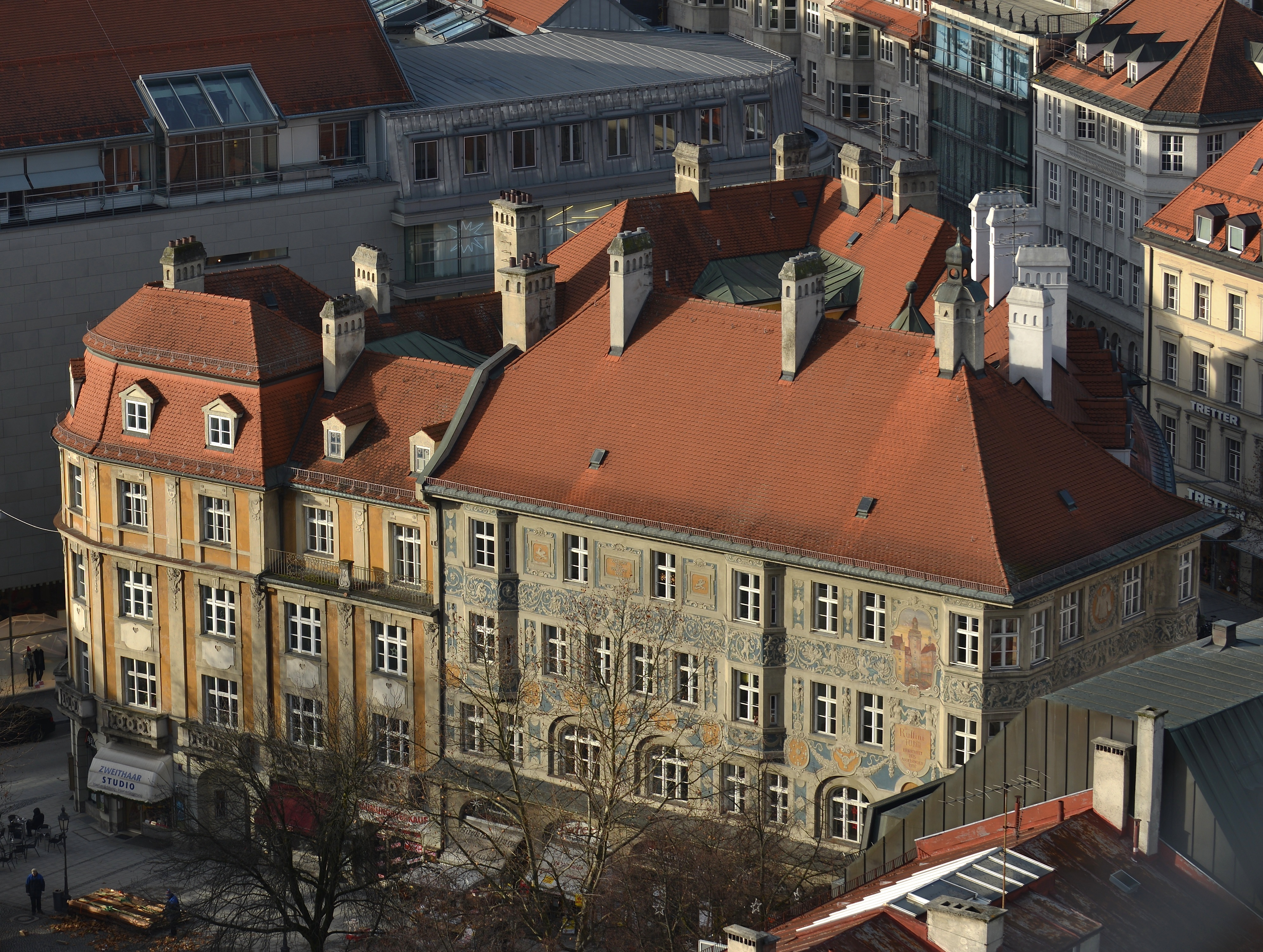
Paysage du toit de la maison Ruffini

Le Ruffinihaus (maison Ruffini), en fait un groupe de trois maisons (également connues sous le nom de maisons Ruffini) est un complexe immobilier situé sur le Rindermarkt dans la vieille ville de Munich. Il a été construit par Gabriel von Seidl de 1903 à 1905. L'emplacement saisissant fait référence à la transition entre le centre-ville le plus ancien et la première expansion de la ville au XIIIe siècle. 

## Localisation et nom
Le nom remonte à la famille de Johann Baptista Ruffini, dont la tour Ruffini, également nommée d'après la famille et démolie en 1808, était l'homonyme direct. Cette tour formait la Sendlinger Tor originale et faisait donc partie des premières fortifications de la ville de Munich. Elle se trouvait à l'ouest de la propriété d'aujourd'hui et est représentée sur une fresque de la façade.   

## Histoire
À la fin du Moyen Âge, un développement à petite échelle a été initialement construit sur la propriété, qui à partir de 1708 ou 1721 est entrée en possession de seulement deux familles, les Püttrich et les Ruffini. Il s'agissait d'un ensemble unifié de quatre étages de style baroque, érigé autour de 1800. Il y avait un grand nombre de petits magasins dedans. Dans le cadre d'un nouvel agrandissement de la rue, la ville a acheté la propriété en 1898 et a annoncé un concours d'architecture. Gabriel von Seidl a prévalu contre la conception d'un grand magasin, qui proposait un développement en bloc sous le nom de «Drei Häuser» (Trois Maisons), qui donne l'impression d'une substance à petite échelle et reprend les magasins individuels de l'ensemble précédent. 

## Description du bâtiment
Les trois maisons individuelles aux caractères différents sont regroupées autour d'une cour centrale triangulaire. Le paysage varié du toit est remarquable, dont les différentes conceptions contribuent de manière significative à la structure et à l'impression de trois bâtiments indépendants. 
Le bâtiment principal est orienté au nord, dont le côté étroit fait office d'extrémité de la Rosenstrasse en provenance de la Marienplatz. À l'ouest, la façade convexe suit le tracé de la Sendlinger Strasse, tandis que l'aile à l'est face au Rindermarkt a une ligne de base droite. L'avant-toit du bloc principal fait clairement saillie et emprunte à l'architecture alpine. La façade des étages supérieurs est richement décorée de stucs et de bas-reliefs dessinés par Julius Seidler et Philipp Widmer. Ils montrent des allégories de vertus et de professions, ainsi que des symboles de professions et de classes, entourés de cartouches et reliés par des guirlandes. Son style reprend également des motifs des formes de bâtiments ruraux des contreforts alpins et les mélange avec des aspects des vieilles maisons de ville de Munich. Une fresque de Karl Wahler représentant la tour historique Ruffini est intégrée sur la façade est. Dans ce bâtiment, le hall d'entrée aux voûtes rainurées, l'escalier en colimaçon et sa grille en fer forgé ainsi que quelques anciennes portes d'appartement d'origine sont les seuls éléments de l'intérieur. 
La maison d'angle au sud-ouest est de style baroque tardif. Une baie vitrée avec une loggia au sud sépare le bâtiment du voisin. À l'origine, le bâtiment d'angle avait deux pignons à volutes, qui n'ont pas été reconstruits après la Seconde Guerre mondiale. 
Au sud-est, un autre bâtiment d'angle ferme le complexe de bâtiments comme la plus petite partie.  

## Histoire récente et utilisation
Le Ruffinihaus a été endommagé pendant la Seconde Guerre mondiale en 1944, et reconstruit en 1954/55 par Erwin Schleich avec quelques modifications. En 1973, Schleich a lui-même dirigé une autre rénovation. En 2008/09, des rénovations ont eu lieu. Dans les anciens appartements des étages supérieurs se trouvent des bureaux de l'administration municipale, dont l'office du tourisme de la ville de Munich. Le rez-de-chaussée est occupé par de petites boutiques traditionnelles. Une modernisation complète est en cours depuis début 2018, avec des espaces de bureaux supplémentaires pour les services municipaux en cours d'aménagement dans le grenier. Les magasins rouvriront après la rénovation, et presque tous ont reçu un emplacement de remplacement à proximité immédiate pendant la durée des travaux. 

## Littérature
- Heinrich Habel, Johannes Hallinger, Timm Weski (éd. ): Monuments en Bavière - Ville de Munich: Mitte, Karl M. Lipp Verlag, Munich 2009.  (ISBN 978-3-87490-586-2) Entrée: Rindermarkt 10, pages 941-943

## Source de traduction
- (de) Cet article est partiellement ou en totalité issu de l’article de Wikipédia en allemand intitulé « Ruffinihaus » (voir la liste des auteurs).